# Fury3
Fury³ es un videojuego desarrollado por Terminal Reality y publicado por Microsoft en 1995 para Microsoft Windows. No puede ser considerado una secuela de Terminal Velocity, pero ambos comparten los mismos mecanismos básicos de juego y el mismo motor. Aunque fue rediseñado para funcionar nativamente bajo Windows 95, puede también funcionar bajo Windows 3.1. Destaca en ser uno de los primeros juegos con el rendimiento de 32 bits. Además, se incrementa la diversión de este juego con se utiliza un joystick como Sidewinder 3D Pro.

## Argumento
Durante las Guerras IP, los Terrans desarrollaron una horda de soldados biónicos conocidos por su astucia y fuerza bruta. Físicamente superiores y con rabia exuberante, un simple tropa de Bions podría destruir los habitantes de un planeta en cuestión de unos días.
El esfuerzo de las Guerras Bion salvó la Unión, pero casi destruyó Terran. Después de la guerra, la agresión de los Bions no podía ser contenida. La coexistencia en paz con los Bions es imposible. Las consiguientes Guerras Bions so conocidas por su breve duración - y violencia.
En 2832, la Unión ordenó el completo desmantelamiento de los Bions, y fue instituido la famosa Comunidad de la Paz de Terran - una defensa militar interna hacia lo desconocido.... La Unión no lo sabía, pero unos cuantos Bions sobrevivieron y se establecieron en un planeta distante denominado Fury.
Su plan es apoderarse de siete planetas más. En los cuales, sus recursos les ayudarán a ellos a realizar el último golpe  - la dominación total del espacio desde el puesto de avanzada de los Bions en Fury.
Como miembro de la Comunidad de Paz de Terran, tu misión es detenerlos. Bienvenido a casa, <Councilor>.

Planetas
| Planetas |
| -------- |
| Terran   |
| Vestra   |
| Sebek    |
| L24-D    |
| Tiamat   |
| Ares     |
| New Kroy |
| Fury     |
| ¿?       |

## Requisitos del sistema
| Windows 3.x | Windows 95             | Windows 98/ME/XP       |
| ----------- | ---------------------- | ---------------------- |
| 256 colores | 256 colores o superior | 256 colores o superior |
| Intel 486SX | Intel 486SX o superior | Pentium II o superior  |
| 14 MB       | 50 MB                  | 50 MB                  |

## Expansión y secuela
El juego recibió una expansión titulada F!Zone, que incluía tres nuevos planetas, nueve misiones y un editor de niveles. Posteriormente se lanzó una secuela, Hellbender.